# 발레리 카자이슈빌리
발레리 "바코" 카자이슈빌리(조지아어: ვალერი "ვაკო" ყაზაიშვილი, 1993년 1월 29일~)는 조지아의 축구 선수로 현재 중국 슈퍼리그의 산둥 타이산에서 윙어 겸 공격형 미드필더로 활약 중이며 K리그 등록명은 바코였다.

## 클럽 경력
사부르탈로 트빌리시 유스팀 출신으로 2010년 사부르탈로 트빌리시 성인팀에 입단하자마자 FC 루스타비로 임대 이적하며 프로에 정식 데뷔한 후 공식전 11경기를 소화하며 팀의 2009-10 시즌 리그 우승, 2010년 조지아 슈퍼컵 우승, 2010-11 시즌 리그 3위의 성적에 일조했다.
그 후 2011년 네덜란드 에레디비시의 SBV 피테서로 이적하여 2016-17 시즌 초반까지 U-21팀에서는 30경기 13골·1어시스트를 기록했고 성인팀에서는 공식전 121경기 28골·13어시스트로 맹활약하며 3번의 UEFA 유로파리그 진출(2012-13, 2013-14, 2015-16)에 이바지했다.
그리고 2016-17 시즌 초반 폴란드 엑스트라클라사의 명문 레기아 바르샤바로 임대 이적하여 공식전 16경기 1골·2어시스트를 기록하며 팀의 리그 우승을 맛보았고 보루시아 도르트문트와의 2016-17년 UEFA 챔피언스리그 F조 조별리그 1차전에서는 선발, 레알 마드리드와의 3차전에서는 교체 선수로 출전하기도 했다.
이후 2017년부터 2020년까지 미국 MLS의 새너제이 어스퀘이크스 소속으로 공식전 97경기 29골·14어시스트로 맹활약을 펼치며 2017년 US 오픈컵 4강 진출에는 기여했지만 리그에서는 4시즌동안 한번도 포스트시즌 무대에 오르지 못했다.
4시즌간의 미국 생활을 마무리하고 2021년 2월 16일 대한민국 K리그1의 강호 울산 현대로 이적하여 2주간의 자가 격리와 훈련을 거친 후 곧바로 팀에 합류하여 첫 시즌인 2021 시즌에는 리그를 포함해 공식전 44경기 14골을 기록하며 2021년 K리그1 준우승, 2021년 FA컵 4강, 2021년 AFC 챔피언스리그 4강 진출에 기여했다.
그리고 이듬해인 2022 시즌에서도 울산의 주축 미드필더 겸 윙어로 맹활약을 펼치며 2022년 FA컵 4강 진출과 울산의 17년만의 리그 우승에 중추적인 역할을 수행했고 본인도 프로 데뷔 후 3번째 리그 우승의 기쁨을 맛보았다.
덤으로 2023 시즌에도 울산의 K리그 우승을 이끌어냈으며, 2023 시즌 후, 울산과 계약이 만료되어 중국행 가능성이 높아진 상황이다.

## 국가대표 경력
조지아 연령대별 청소년 대표팀(U-17, U-19, U-21)을 거쳐 2014년 3월 5일 리히텐슈타인과의 친선 경기(2-0 승)에서 조지아 A대표팀 소속으로 국제 A매치 데뷔전을 치렀고 2015년 3월 25일 몰타와의 친선 경기에서 A매치 데뷔골을 터뜨렸다.
이후 UEFA 유로 2016 예선에서 2골, 2018년 FIFA 월드컵 유럽 지역 예선에서 3골을 터뜨린 뒤 2018-19년 UEFA 네이션스리그 D 1조에서도 안도라를 상대로만 2골을 터뜨리며 조지아의 차기 시즌 리그 C 승격에 일조했고 2019년 9월 5일에는 대한민국과의 친선 경기에서 선발로 출전하기도 했으며 2021년 9월 2일 열린 코소보와의 2022년 FIFA 월드컵 유럽 지역 예선 B조 4차전에서는 등번호 8번을 달고 출전했지만 팀은 0-1로 패했다.
그리고 2022-23년 UEFA 네이션스리그 C에서는 지브롤터와의 4조 1차전과 불가리아와의 2차전에서 득점을 기록하며 차기 시즌 네이션스리그 B 승격에 크게 기여했다.

## 대회 성적

### 클럽
FC 루스타비
- 에로브눌리리가 : 우승 (2009-10), 3위 (2010-11)
- 조지아 슈퍼컵 : 우승 (2010)

 레기아 바르샤바
- 엑스트라클라사 : 우승 (2016-17)

 새너제이 어스퀘이크스
- US 오픈컵 : 4강 (2017)

 울산 HD
- K리그1 : 우승 (2022, 2023), 준우승 (2021)
- 코리아컵 : 4강 (2021, 2022)
- AFC 챔피언스리그 엘리트 : 4강 (2021)

### 개인
- K리그1 베스트 11: 2021
- AFC 챔피언스 리그 베스트팀: 2021
- EA SPORTS K리그 이달의 선수상 : 2023년 6월